# Імер
Імер (італ. Imer) — муніципалітет в Італії, у регіоні Трентіно-Альто-Адідже, провінція Тренто.
Імер розташований на відстані близько 480 км на північ від Рима, 55 км на схід від Тренто.
Населення — 1162 особи (2014).
Щорічний фестиваль відбувається 29 червня. Покровитель — святий Петро.

## Демографія
Населення за роками:

Станом на 1 січня 2023 року в муніципалітеті офіційно проживали 23 іноземці з 9 країн, серед них 5 громадян країн Євросоюзу та 2 громадяни України.

## Сусідні муніципалітети
- Каналь-Сан-Бово
- Меццано
- Примієро-Сан-Мартіно-ді-Кастроцца
- Соврамонте